# Ранковце (община)
Ранковце (на македонска литературна норма: Општина Ранковце) е община, разположена в източната част на Северна Македония със седалище едноименното село Ранковце.
Общината обхваща 18 села в котловината Славище по горното течение на Крива река между планините Герман и Осогово на площ от 240,71 km2. Населението на общината е 4144 (2002), предимно македонци. Гъстотата на населението е 17,22 жители на km2.

## Структура на населението
Според преброяването от 2002 година община Ранковце има 4144 жители.
| Етническа принадлежност | Процент |
| македонци               | 97,92%  |
| албанци                 | 0,00%   |
| турци                   | 0,00%   |
| роми                    | 1,38%   |
| власи                   | 0,00%   |
| сърби                   | 0,43%   |
| бошняци                 | 0,00%   |
| други                   | 0,27%   |